# Merga bulbosa
Merga bulbosa är en nässeldjursart som beskrevs av Bouillon 1980. Merga bulbosa ingår i släktet Merga och familjen Pandeidae. Inga underarter finns listade i Catalogue of Life.